# 伊万·沃洛夫琴科
伊万·普拉托诺维奇·沃洛夫琴科，（俄语：Ива́н Плато́нович Воло́вченко，1917年1月2日—1998年3月25日），苏联政治人物。曾担任农业部长、副部长；俄罗斯苏维埃联邦社会主义共和国国营农场部长；苏联驻东德大使馆农业专员等职务。

## 生平
- 1917年1月2日出生于库尔斯克省里尔区卡雷日村的一个农民家庭。
- 1934年-1938年，里尔农学院学习。
- 1938年-1942年7月，沃罗涅日农学院学习，获农艺师资格。
- 1942年7月-1946年，苏联红军服役。

期间：
1942年7月-1943年3月，第3独立滑雪旅文书。

1943年3月-1944年12月，基辅坦克技术学校学习。

1944年12月-1945年5月，第10近卫坦克军第63近卫旅技术部副连长。

1945年5月-1946年，第10近卫坦克军副连长。1946年加入联共（布）。
- 1946年-1948年，苏梅州普拉夫金甜菜农场副首席农艺师、首席农艺师；库尔斯克州利戈夫甜菜国营农场代主任。
- 1948年-1949年，苏梅州普拉夫金甜菜农场经理。
- 1949年-1950年，乌共苏梅州奥赫特尔卡区委农业部长。
- 1950年-1951年，哈尔科夫州克拉斯诺库茨克区帕克霍米夫卡甜菜农场首席农艺师。
- 1951年-1963年3月，利佩茨克州多布林斯基区彼得罗夫斯基国营农场主任。
- 1963年3月-1965年2月，苏联农业部长。
- 1965年2月-1972年3月，苏联农业部第一副部长。
- 1972年3月-1975年3月，俄罗斯苏维埃联邦社会主义共和国国营农场部长。
- 1975年4月-1977年5月，苏联农业部副部长。
- 1977年5月-1980年，苏联驻德意志民主共和国大使馆农业参赞。
- 1980年-1983年11月，苏联驻德意志民主共和国大使馆农业专员。
- 1983年11月起退休，享受联邦个人养老金待遇。
- 1998年3月25日于莫斯科去世，享年81岁。葬于孔策沃公墓。

沃洛夫琴科是苏共22大代表；第5-6届苏联最高苏维埃联盟院代表，第9届苏联最高苏维埃民族院代表。

## 荣誉
- 社会主义劳动英雄称号（1961）
- 两次列宁勋章（1961,1973）
- 十月革命勋章（1971）
- 两次二级卫国战争勋章（1945,1985）
- 两次劳动红旗勋章（1966,1976）